# 卡斯法布尔
卡斯法布尔（法語：Casefabre，法語發音：[kazfabʁ] ⓘ）是法国东比利牛斯省的一个市镇，属于普拉德区。

## 地理
卡斯法布尔（42°36'58"N, 2°36'53"E）面积6.99 平方千米，位于法国奧克西塔尼大區东比利牛斯省，该省份为法国大陆部分最南部的省份，涵盖了北加泰罗尼亚，北起奥德省，西接阿列日省和安道尔，南与西班牙接壤，东临地中海。
与卡斯法布尔接壤的市镇（或旧市镇、城区）包括：圣米歇尔德约特、卡沙斯、布勒达蒙、布勒泰内尔。
卡斯法布尔的时区为UTC+01:00、UTC+02:00（夏令时）。

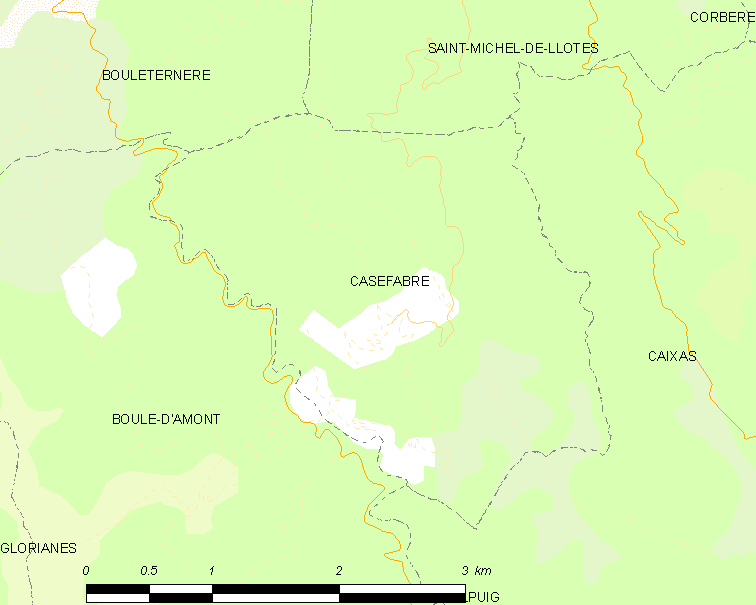
卡斯法布尔的OSM定位图

## 行政
卡斯法布尔的邮政编码为66130，INSEE市镇编码为66040。

## 政治
卡斯法布尔所属的省级选区为勒卡尼古县。

## 人口

1962-2008年间卡斯法布尔人口变化图示

卡斯法布尔于2022年1月1日时的人口数量为43人。